# Copolímer

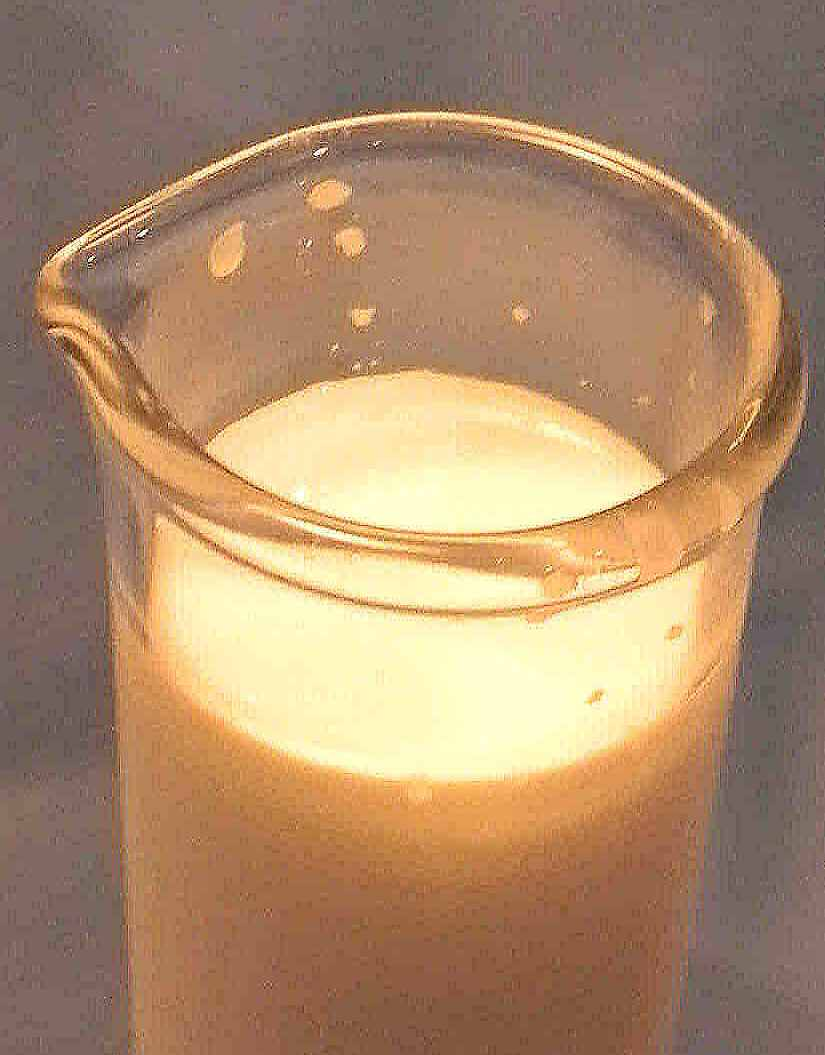
Llet de copolímer vinil

Un heteropolímer o copolímer és un polímer derivat de dos o més espècies químiques monòmeriques, com a terme oposat a homopolímer que és quan només s'usa un monòmer. La copolimerització es refereix als mètodes usats per sintetitzar químicament un copolímer.
Els copolímers rellevants comercialment inclouen plàstic ABS, SBR, goma nitril, estirè-acrilonitril, estirè-isoprè-estirè (SIS) i acetat vinil etilè.

## Tipus de copolímers

Diferents tipus de copolímers: homopolímer (1), copolímer alternant (2), copolímer aleatori (3), copolímer en bloc (4) copolímer d'empelt (5).

Els copolímers es poden classificar segons la manera com es disposen les seves unitats estructurals al llarg de la cadena. Aquests inclouen:
- Copolímers alternants amb unitats A i B alternants regularment
- Copolímers periòdics amb les unitats A i B disposades en seqüència repetida (per exemple. (A-B-A-B-B-A-A-A-A-B-B-B)n)
- Copolímers estadístics la seqüència de monòmers segueix una regla estadística'[3] (3).
- Copolímers en bloc comprèn dues o més subunitats d'homopolímers enllaçades amb enllaç covalent.

També es poden descriure els copolímers per disposició en branques.
Un terpolímer és un copolímer que consisteix en tres monòmers distints. Aquest terme deriva de ter (en llatí) que significa triple.
- Copolímers estereobloc

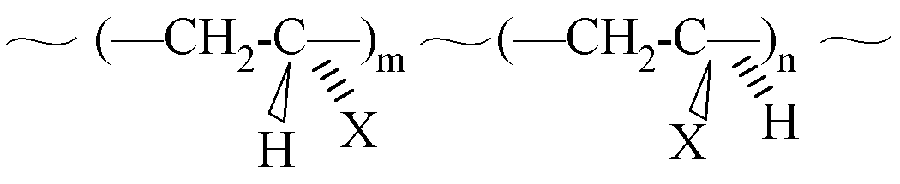
Estéreopolimer

Es pot formar una estructura especial des d'un monòmer on la seva característica distintiva és la tacticitat de cada bloc.

### Copolímers empeltats
Els copolímers d'empelt (raft copolymers) són un tipus especial de copolímer ramificat en el qual la cadena lateral és estructuralment distinta de la cadena principal.

## Enginyeria dels copolímers
La copolimerització es fa servir per modificar les propietats dels plàstic fabricats i aconseguir, per exemple, reduir la cristal·lització, modificar les temperatura de transició vítria o millorar la solubilitat. És una manera de millorar les propietats mecàniques en una tècnica coneguda en anglès com rubber toughening. Es pot augmentar l'absorció d'energia quan el material impacta.